# Provinciale weg 784
De provinciale weg 784 of Apeldoornseweg is een Nederlandse provinciale weg en verbindingsweg tussen het centrum van Arnhem en de A12 en A50 bij het knooppunt Waterberg. De weg sluit vervolgens aan op de N311 (Koningsweg).
Het gedeelte tussen het centrum van Arnhem en de kruising met de Weg achter het bos is in handen van de gemeente Arnhem. De N784 kruist de N785/Schelmseweg met een ongelijkvloerse kruising. De weg heeft twee rijstroken per richting tussen de kruising met de Schelmseweg en de aansluiting op de A50.

## Geschiedenis
Oorspronkelijk was de huidige N784 een rijksweg. In de rijkswegenplannen van 1932 tot en met 1968 was de weg onderdeel van Rijksweg 50, welke van Arnhem naar Zwolle verliep. Toen duidelijk werd dat er een autosnelweg tussen Apeldoorn en Arnhem zou worden aangelegd (de huidige A50) werd het nummer gewijzigd in Rijksweg 850, welke vanaf Terlet verder over de huidige N788 naar Apeldoorn verliep. Vanaf 1976 tot de opening van de A50 tussen Knooppunt Waterberg en de aansluiting Hoenderloo werd de weg bewegwijzerd als N50.
Uiteindelijk werd de weg in het kader van de Wet herverdeling wegenbeheer per 1 januari 1993 door het Rijk afgestoten en kwam het in beheer van de provincie Gelderland.
N23 · N34 · N224 · N225 · N229 · N233 · N271 · N301 · N302 · N303 · N304 · N305 · N306 · N307 · N308 · N309 · N310 · N311 · N312 · N313 · N314 · N315 · N316 · N317 · N318 · N319 · N320 · N322 · N323 · N324 · N325/A325 · N326/A326 · N327 · N329 · N330 · N331 · N332 · N333 · N334 · N335 · N336 · N337 · N338 · N339 · N340 · N341 · N342 · N343 · N344 · N345 · N346 · N347 · N348/A348 · N349 · N350 · N351 · N352 · N375 · N377

N418 · N701 · N702 · N703 · N704 · N705 · N706 · N707 · N708 · N709 · N710 · N711 · N712 · N713 · N714 · N715 · N716 · N717 · N718 · N719 · N720 · N727 · N731 · N732 · N733 · N734 · N735 · N736 · N737 · N738 · N739 · N740 · N741 · N742 · N743 · N744 · N745 · N746 · N747 · N748 · N749 · N750 · N751 · N752 · N753 · N754 · N755 · N756 · N757 · N758 · N759 · N760 · N761 · N762 · N763 · N764 · N765 · N766 · N768 · N781 · N782 · N783 · N784 · N785 · N786 · N787 · N788 · N789 · N790 · N791 · N792 · N793 · N794 · N795 · N796 · N797 · N798 · N800 · N801 · N802 · N803 · N804 · N805 · N806 · N810 · N811 · N812 · N813 · N814 · N815 · N816 · N817 · N818 · N819 · N820 · N821 · N822 · N823 · N824 · N825 · N826 · N827 · N830 · N831 · N832 · N833 · N834 · N835 · N836 · N837 · N838 · N839 · N840 · N841 · N842 · N843 · N844 · N845 · N846 · N847 · N848 · N852 · N855

Cursief vermelde wegen zijn voormalige provinciale wegen.